# Tratado de Vereeniging
El Tratado de Vereeniging (también conocido como la Paz de Vereeniging)  fue un tratado firmado el 31 de mayo de 1902 al término de la Segunda Guerra Anglo-Bóer entre las Repúblicas sudafricanas de Transvaal y Estado Libre de Orange de un lado y el Reino Unido de Gran Bretaña e Irlanda del otro lado.
Este entendimiento aseguró el fin de las hostilidades y un eventual autogobierno al Transvaal y al Estado Libre de Orange como colonias del Imperio británico. Las Repúblicas afrikáneres acordaron sujetarse a la soberanía del monarca británico y el Gobierno británico convino aceptar diversos detalles incluyendo los siguientes:
1. Dar finalmente al Transvaal y al Estado Libre de Orange el autogobierno (concedido en 1906 y 1907, respectivamente).
2. No tratar la cuestión de la liberación de los nativos hasta que la autonomía no les haya sido dada (no conseguida hasta 1994).
3. Pagar a los afrikáneres £3,000,000 en concepto de ayuda a la reconstrucción.
4. Encarcelar únicamente a los líderes rebeldes afrikáneres del Cabo.
5. Permitir el uso del neerlandés (más tarde el afrikáans) en las escuelas y Tribunales de Justicia, etc.

Subsecuentemente con el otorgamiento por el gobierno británico del autogobierno a las colonias bóeres, fue creada la Unión Sudafricana el 31 de mayo de 1910. Más tarde obtuvo completa independencia bajo la Conferencia Imperial de 1926 y el Estatuto de Westminster de 1931. Se convirtió en República en 1961.
Aunque el Tratado es nombrado por la ciudad de Vereeniging, donde tuvieron lugar las negociaciones, fue en realidad suscripto en Melrose House en Pretoria.